# Persone di nome Norman
| Questa pagina contiene informazioni ricavate automaticamente dalle voci biografiche con l'ausilio del template Bio e di un bot. L'aggiornamento è periodico e automatico e ricostruisce completamente la pagina. Se manca una persona in questa lista, sei pregato di non aggiungerla, ma accertati piuttosto che la sua voce biografica contenga il template Bio e che i dati anagrafici siano correttamente compilati. Se il template Bio manca, inseriscilo tu stesso o, in alternativa, metti l'avviso {{tmp\|Bio}} che ne segnala la mancanza. Se i dati riportati sono sbagliati, correggi direttamente la voce biografica; le modifiche saranno visibili in questa lista entro pochi giorni. Per chiarimenti vedi il progetto antroponimi. La lista contiene solo le 210 persone che sono citate nell'enciclopedia e per le quali è stato implementato correttamente il template Bio. Pagina aggiornata al 22 lug 2025. |

Questa è una lista di persone presenti nell'enciclopedia che hanno il nome Norman, suddivise per attività principale.

## Agronomi(1)
- Norman Borlaug, agronomo e ambientalista statunitense (Cresco, n. 1914 - Dallas, † 2001)

## Allenatori di calcio(3)
- Norman Dodgin, allenatore di calcio e calciatore inglese (Gateshead, n. 1921 - † 2000)
- Norman Low, allenatore di calcio e calciatore scozzese (Aberdeen, n. 1914 - Toronto, † 1994)
- Norman Mapeza, allenatore di calcio e ex calciatore zimbabwese (Harare, n. 1972)

## Ammiragli(2)
- Norman von Heldreich Farquhar, ammiraglio statunitense (Portsville, n. 1840 - Jamestown, † 1907)
- Norman Scott, ammiraglio statunitense (Indianapolis, n. 1889 - Guadalcanal, † 1942)

## Antropologi(1)
- Norman Cohn, antropologo, storico e sociologo britannico (Londra, n. 1915 - Cambridge, † 2007)

## Aracnologi(1)
- Norman Platnick, aracnologo statunitense (Bluefield, n. 1951 - Filadelfia, † 2020)

## Architetti(2)
- Norman Bel Geddes, architetto, designer e scenografo statunitense (Adrian, n. 1893 - New York, † 1958)
- Norman Foster, architetto e designer britannico (Stockport, n. 1935)

## Artisti(2)
- Norman Lindsay, artista, scultore e scrittore australiano (Creswick, n. 1879 - Springwood, † 1969)
- Sailor Jerry, artista statunitense (Reno, n. 1911 - Honolulu, † 1973)

## Astronauti(1)
- Norman Thagard, ex astronauta e medico statunitense (Marianna, n. 1943)

## Astronomi(3)
- Norman Falla, astronomo britannico
- Norman Robert Pogson, astronomo inglese (Nottingham, n. 1829 - Chennai, † 1891)
- Norman G. Thomas, astronomo statunitense (n. 1930 - † 2020)

## Attivisti(1)
- Norman Olson, attivista statunitense (n. 1946)

## Attori(20)
- Norman Alden, attore statunitense (Fort Worth, n. 1924 - Los Angeles, † 2012)
- Norman Bird, attore britannico (Coalville, n. 1920 - Wolverhampton, † 2005)
- Norman Bowler, attore britannico (Londra, n. 1932)
- Norman Bowman, attore britannico (Arbroath, n. 1969)
- Norman Burton, attore statunitense (New York, n. 1923 - Imperial, † 2003)
- Tod Slaughter, attore britannico (Gosforth, n. 1885 - Derby, † 1956)
- Norman Chaney, attore statunitense (Cambridge, n. 1914 - Baltimora, † 1936)
- Norman Fell, attore statunitense (Filadelfia, n. 1924 - Los Angeles, † 1998)
- Norman D. Golden II, attore statunitense (Racine, n. 1984)
- Norman Issa, attore palestinese (Haifa, n. 1967)
- Norman Kerry, attore statunitense (Rochester, n. 1894 - Los Angeles, † 1956)
- Norman Leavitt, attore statunitense (Lansing, n. 1913 - Solvang, † 2005)
- Norman Lloyd, attore, produttore televisivo e regista statunitense (Jersey City, n. 1914 - Los Angeles, † 2021)
- Norman Mozzato, attore e doppiatore italiano (Tripoli, n. 1940)
- Norman Pritchard, attore, ostacolista e velocista indiano (Calcutta, n. 1877 - Norwalk, † 1929)
- Norman Reedus, attore statunitense (Hollywood, n. 1969)
- Norman Rossington, attore inglese (Liverpool, n. 1928 - Manchester, † 1999)
- Clint Walker, attore statunitense (Hartford, n. 1927 - Grass Valley, † 2018)
- Dean J. West, attore statunitense (Moss Bluff, n. 1982)
- Norman Wisdom, attore, comico e sceneggiatore britannico (Marylebone, n. 1915 - Ballasalla, † 2010)

## Autori televisivi(1)
- Norman Lear, autore televisivo, produttore televisivo e sceneggiatore statunitense (New Haven, n. 1922 - Los Angeles, † 2023)

## Aviatori(1)
- Norman Cyril Jones, aviatore britannico (Cheshire)

## Bassi(2)
- Norman Allin, basso e insegnante britannico (Ashton-under-Lyne, n. 1884 - Pontrilas, † 1973)
- Norman Treigle, basso statunitense (New Orleans, n. 1927 - New Orleans, † 1975)

## Batteristi(1)
- Norman Connors, batterista, arrangiatore e compositore statunitense (Filadelfia, n. 1947)

## Calciatori(22)
- Norman Bailey, calciatore inglese (n. 1857 - † 1923)
- Norman Bassette, calciatore belga (Arlon, n. 2004)
- Norman Bullock, calciatore e allenatore di calcio inglese (Eccles, n. 1900 - † 1970)
- Norman Buttigieg, ex calciatore maltese (Paola, n. 1956)
- Norman Campbell, calciatore giamaicano (Kingston, n. 1999)
- Norman Deeley, calciatore inglese (Wednesbury, n. 1933 - Wednesbury, † 2007)
- Norman Heath, calciatore inglese (Wolverhampton, n. 1924 - Great Barr, † 1983)
- Norman Hunter, calciatore e allenatore di calcio inglese (Gateshead, n. 1943 - Leeds, † 2020)
- Norman Kernaghan, calciatore e allenatore di calcio nordirlandese (Belfast, n. 1917 - Belfast, † 1997)
- Norman Victor Leaver, calciatore e arbitro di calcio inglese (Londra, n. 1876 - Londra, † 1919)
- Norrie McCathie, calciatore scozzese (Edimburgo, n. 1961 - Crossford, † 1996)
- Norman Nielson, calciatore sudafricano (Johannesburg, n. 1928 - Derby, † 2002)
- Norm Odinga, ex calciatore e ex giocatore di calcio a 5 canadese (Edmonton, n. 1963)
- Norman Penrose, calciatore inglese (Consett, n. 1922 - † 2000)
- Norman Peyretti, calciatore francese (Nizza, n. 1994)
- Norman Piper, ex calciatore inglese (North Tawton, n. 1948)
- Norman Rodríguez, calciatore uruguaiano (Montevideo, n. 1998)
- Norman Smith, calciatore e allenatore di calcio inglese (Newburn, n. 1897 - Newcastle upon Tyne, † 1978)
- Norman Sylla, ex calciatore francese (Parigi, n. 1982)
- Norman Theuerkauf, calciatore tedesco (Nordhausen, n. 1987)
- Norman Uprichard, calciatore nordirlandese (Moyraverty, n. 1928 - Brighton, † 2011)
- Norman Whiteside, ex calciatore nordirlandese (Belfast, n. 1965)

## Canoisti(3)
- Norman Bellingham, ex canoista statunitense (Fairfax, n. 1964)
- Norman Bröckl, canoista tedesco (Berlino, n. 1986)
- Norman Lane, canoista canadese (Toronto, n. 1919 - Hamilton, † 2014)

## Canottieri(1)
- Norman Taylor, canottiere canadese (York, n. 1899 - Guelph, † 1980)

## Cantautori(4)
- Norman Greenbaum, cantautore statunitense (Malden, n. 1942)
- Legendary Stardust Cowboy, cantautore, polistrumentista e compositore statunitense (Lubbock, n. 1947)
- Mick MacNeil, cantautore e tastierista britannico (Isola di Barra, n. 1958)
- Shel Shapiro, cantautore, produttore discografico e attore britannico (Londra, n. 1943)

## Cardinali(1)
- Norman Gilroy, cardinale e arcivescovo cattolico australiano (Sydney, n. 1896 - Sydney, † 1977)

## Cardiochirurghi(1)
- Norman Edward Shumway, cardiochirurgo statunitense (Kalamazoo, n. 1923 - Palo Alto, † 2006)

## Cestisti(14)
- Norm Baker, cestista e giocatore di lacrosse canadese (Victoria, n. 1923 - Victoria, † 1989)
- Norman Black, ex cestista e allenatore di pallacanestro statunitense (Baltimora, n. 1957)
- Norm Clarke, ex cestista canadese (Toronto, n. 1960)
- Norm Cook, cestista statunitense (Chicago, n. 1955 - Lincoln, † 2008)
- Normie Glick, cestista statunitense (Los Angeles, n. 1927 - Los Angeles, † 1989)
- Norm Grekin, cestista statunitense (Filadelfia, n. 1930 - Bryn Mawr, † 1981)
- Norm Mager, cestista statunitense (Brooklyn, n. 1926 - Boynton Beach, † 2005)
- Norm Nixon, ex cestista e allenatore di pallacanestro statunitense (Macon, n. 1955)
- Norman Nolan, ex cestista statunitense (Baltimora, n. 1976)
- Norman Powell, cestista statunitense (San Diego, n. 1993)
- Norm Sloan, cestista e allenatore di pallacanestro statunitense (Indianapolis, n. 1926 - Durham, † 2003)
- Norm Stewart, ex cestista e allenatore di pallacanestro statunitense (Shelbyville, n. 1935)
- Norm Swanson, cestista statunitense (Chicago, n. 1930 - Indian Shores, † 2016)
- Norm Van Lier, cestista e allenatore di pallacanestro statunitense (East Liverpool, n. 1947 - Chicago, † 2009)

## Chimici(1)
- Norman N. Greenwood, chimico australiano (Melbourne, n. 1925 - Leeds, † 2012)

## Chitarristi(2)
- Norman Barratt, chitarrista inglese (Newton-le-Willows, n. 1949 - † 2011)
- Norman Harris, chitarrista, cantautore e produttore discografico statunitense (Filadelfia, n. 1947 - Filadelfia, † 1987)

## Ciclisti su strada(1)
- Norman Vahtra, ciclista su strada estone (Tartu, n. 1996)

## Comici(1)
- Norm Macdonald, comico, sceneggiatore e attore canadese (Québec, n. 1959 - Los Angeles, † 2021)

## Compositori(1)
- Norman Dello Joio, compositore e pianista statunitense (New York, n. 1913 - New York, † 2008)

## Danzatori(1)
- Norman Morrice, ballerino, coreografo e direttore artistico britannico (Agua Dulce, n. 1931 - Londra, † 2008)

## Direttori d'orchestra(3)
- Norman Del Mar, direttore d'orchestra, cornista e biografo britannico (Hampstead, n. 1919 - Bushey, † 1994)
- Norman Leyden, direttore d'orchestra, compositore e arrangiatore statunitense (Springfield, n. 1917 - Portland, † 2014)
- Norman Scribner, direttore d'orchestra, compositore e pianista statunitense (Washington, n. 1936 - Washington, † 2015)

## Dirigenti d'azienda(1)
- Norman Brokaw, manager statunitense (New York, n. 1927 - Beverly Hills, † 2016)

## Disc jockey(1)
- Norman Jay, disc jockey britannico (Notting Hill, n. 1957)

## Drammaturghi(1)
- Norman Frederick Simpson, drammaturgo britannico (Londra, n. 1919 - † 2011)

## Editori(1)
- Norman Warne, editore inglese (n. 1868 - Londra, † 1905)

## Egittologi(1)
- N. de Garis Davies, egittologo britannico (n. 1865 - Londra, † 1941)

## Filosofi(3)
- Norman Geisler, filosofo e teologo statunitense (Warren, n. 1932 - Charlotte, † 2019)
- Norman Malcolm, filosofo statunitense (Selden, n. 1911 - Londra, † 1990)
- Norman Kemp Smith, filosofo scozzese (Dundee, n. 1872 - Edimburgo, † 1958)

## Fisici(2)
- Norman J. Holter, fisico statunitense (Helena, n. 1914 - † 1983)
- Norman Foster Ramsey, fisico statunitense (Washington, n. 1915 - Wayland, † 2011)

## Fotografi(1)
- Norman Parkinson, fotografo inglese (Londra, n. 1913 - Singapore, † 1990)

## Fumettisti(2)
- Norm Breyfogle, fumettista statunitense (Iowa City, n. 1960 - Houghton, † 2018)
- Norman Bridwell, fumettista e scrittore statunitense (Kokomo, n. 1928 - Oak Bluffs, † 2014)

## Geologi(1)
- Norman Levi Bowen, geologo canadese (Kingston, n. 1887 - † 1956)

## Giocatori di football americano(8)
- Norman Barry, giocatore di football americano e allenatore di football americano statunitense (Chicago, n. 1897 - Chicago, † 1988)
- Norm Bulaich, ex giocatore di football americano statunitense (Galveston, n. 1946)
- Boomer Esiason, ex giocatore di football americano statunitense (Islip, n. 1961)
- Norm Evans, ex giocatore di football americano statunitense (Santa Fe, n. 1942)
- Norm Johnson, ex giocatore di football americano statunitense (Inglewood, n. 1960)
- Frank Ragnow, ex giocatore di football americano statunitense (Chanhassen, n. 1996)
- Norm Snead, giocatore di football americano statunitense (Contea di Halifax, n. 1939 - Naples, † 2024)
- Norm Van Brocklin, giocatore di football americano statunitense (Parade, n. 1926 - Social Circle, † 1983)

## Giocatori di lacrosse(1)
- Norman Whitley, giocatore di lacrosse britannico (Londra, n. 1883 - Città del Capo, † 1957)

## Giocatori di snooker(1)
- Norman Squire, giocatore di snooker australiano (Christchurch, n. 1909 - Sydney, † 1974)

## Giornalisti(4)
- Norman Cousins, giornalista e scrittore statunitense (Union City, n. 1915 - Los Angeles, † 1990)
- Norman Ohler, giornalista, scrittore e sceneggiatore tedesco (Zweibrücken, n. 1970)
- Norman Podhoretz, giornalista statunitense (Brooklyn, n. 1930)
- Norman Schenz, giornalista, conduttore radiofonico e conduttore televisivo austriaco (Vienna, n. 1977)

## Hockeisti su ghiaccio(2)
- Norm Beaudin, ex hockeista su ghiaccio e allenatore di hockey su ghiaccio canadese (Montmartre, n. 1941)
- Jim Johnson, hockeista su ghiaccio canadese (Winnipeg, n. 1942 - Winnipeg, † 2021)

## Hockeisti su prato(1)
- Norman Borrett, hockeista su prato britannico (Londra, n. 1917 - Colchester, † 2004)

## Imprenditori(1)
- Norman Macfarlane, barone Macfarlane di Bearsden, imprenditore e filantropo scozzese (Glasgow, n. 1926 - † 2021)

## Ingegneri(2)
- Norman Selfe, ingegnere, architetto e inventore inglese (Teddington, n. 1839 - Sydney, † 1911)
- Norman Joseph Woodland, ingegnere e inventore statunitense (Atlantic City, n. 1921 - Edgewater, † 2012)

## Letterati(1)
- Norman O. Brown, letterato statunitense (El Oro, n. 1913 - Santa Cruz, † 2002)

## Marciatori(1)
- Norman Read, marciatore neozelandese (Portsmouth, n. 1931 - Pirongia, † 1994)

## Matematici(2)
- Norman Johnson, matematico statunitense (Chicago, n. 1930 - Seekonk, † 2017)
- Norman Levinson, matematico statunitense (Lynn, n. 1912 - Boston, † 1975)

## Mezzofondisti(2)
- Norman Hallows, mezzofondista britannico (Doncaster, n. 1886 - Marlborough, † 1968)
- Norman Taber, mezzofondista statunitense (Providence, n. 1891 - Orange, † 1952)

## Militari(2)
- Norman Finch, militare britannico (Birmingham, n. 1890 - Portsmouth, † 1966)
- Norman J. Hall, militare statunitense (New York, n. 1837 - New York, † 1867)

## Musicisti(2)
- Norman Nawrocki, musicista, scrittore e cabarettista canadese (Vancouver, n. 1969)
- Terminator X, musicista statunitense (n. 1966)

## Neurologi(1)
- Norman Geschwind, neurologo statunitense (New York, n. 1926 - Boston, † 1984)

## Nuotatori(1)
- Norman Ross, nuotatore e pallanuotista statunitense (Portland, n. 1895 - Evanston, † 1953)

## Oculisti(1)
- Norman Gregg, oculista australiano (Sydney, n. 1892 - Sydney, † 1966)

## Pallanuotisti(2)
- Bill Dornblaser, ex pallanuotista statunitense (Hawthorne, n. 1933)
- Norman Lake, ex pallanuotista statunitense (Inglewood, n. 1932)

## Pastori protestanti(1)
- Norman Vincent Peale, pastore protestante e scrittore statunitense (Bowersville, n. 1898 - Pawling, † 1993)

## Pianisti(1)
- Norman Petty, pianista e produttore discografico statunitense (Clovis, n. 1927 - Lubbock, † 1984)

## Piloti automobilistici(2)
- Graham Hill, pilota automobilistico britannico (Hampstead, n. 1929 - Arkley, † 1975)
- Norman Nato, pilota automobilistico francese (Cannes, n. 1992)

## Pittori(2)
- Norman Garstin, pittore, insegnante e critico d'arte irlandese (Caherconlish, n. 1847 - Penzance, † 1926)
- Norman Rockwell, pittore e illustratore statunitense (New York, n. 1894 - Stockbridge, † 1978)

## Politici(9)
- Norm Coleman, politico e avvocato statunitense (New York, n. 1949)
- Norm Dicks, politico e avvocato statunitense (Bremerton, n. 1940)
- Norman Gobbi, politico svizzero (Faido, n. 1977)
- Norman Kirk, politico neozelandese (Waimate, n. 1923 - Wellington, † 1974)
- Norman Lamont, politico britannico (Isole Shetland, n. 1942)
- Norman Mineta, politico statunitense (San Jose, n. 1931 - Edgewater, † 2022)
- Norman Quijano, politico salvadoregno (Santa Ana, n. 1946)
- Norman Staunton Dike, politico, avvocato e giudice statunitense (New York, n. 1862 - New York, † 1953)
- Norman Tebbit, politico britannico (Londra, n. 1931 - Londra, † 2025)

## Produttori discografici(3)
- Norman Granz, produttore discografico e imprenditore statunitense (Los Angeles, n. 1918 - Ginevra, † 2001)
- Norman Smith, produttore discografico e batterista britannico (Londra, n. 1923 - Londra, † 2008)
- Norman Whitfield, produttore discografico, paroliere e compositore statunitense (New York, n. 1940 - Los Angeles, † 2008)

## Produttori televisivi(1)
- Norman J. Grossfeld, produttore televisivo statunitense (New York, n. 1963)

## Psichiatri(1)
- Norman Doidge, psichiatra, psicanalista e scrittore canadese

## Rabbini(2)
- Norman Lamm, rabbino, filosofo e educatore statunitense (Brooklyn, n. 1927 - Englewood, † 2020)
- Norman Solomon, rabbino e filosofo britannico (Cardiff, n. 1933)

## Registi(10)
- Norman Buckley, regista televisivo e montatore statunitense (Limestone, n. 1955)
- Norman Foster, regista, attore e sceneggiatore statunitense (Richmond, n. 1903 - Santa Monica, † 1976)
- Norman Jewison, regista e produttore cinematografico canadese (Toronto, n. 1926 - Los Angeles, † 2024)
- Norman McLaren, regista scozzese (Stirling, n. 1914 - Montréal, † 1987)
- Norman Z. McLeod, regista e sceneggiatore statunitense (Grayling, n. 1898 - Hollywood, † 1964)
- Norman René, regista statunitense (Bristol, n. 1951 - New York, † 1996)
- Norman Seeff, regista e fotografo sudafricano (Johannesburg, n. 1939)
- Norman Taurog, regista e sceneggiatore statunitense (Chicago, n. 1899 - Rancho Mirage, † 1981)
- Norman Tokar, regista, sceneggiatore e produttore cinematografico statunitense (Newark, n. 1919 - Hollywood, † 1979)
- Norman J. Warren, regista, montatore e produttore cinematografico inglese (Londra, n. 1942 - † 2021)

## Registi teatrali(1)
- Norman Marshall, regista teatrale, direttore teatrale e produttore teatrale inglese (Rawalpindi, n. 1901 - † 1980)

## Rugbisti a 15(2)
- Norm Hewitt, rugbista a 15 neozelandese (Hastings, n. 1968 - Wellington, † 2024)
- Norm Maxwell, ex rugbista a 15 e allenatore di rugby a 15 neozelandese (Rawene, n. 1976)

## Scacchisti(1)
- Norman Macleod, scacchista e compositore di scacchi scozzese (Glasgow, n. 1927 - † 1991)

## Sceneggiatori(3)
- Norman Corwin, sceneggiatore statunitense (Boston, n. 1910 - Los Angeles, † 2011)
- Norman Krasna, sceneggiatore e regista statunitense (New York, n. 1909 - Los Angeles, † 1984)
- Norman Panama, sceneggiatore, regista e produttore cinematografico statunitense (Chicago, n. 1914 - Los Angeles, † 2003)

## Scenografi(3)
- Stuart Craig, scenografo britannico (Norwich, n. 1942)
- Norman Garwood, scenografo britannico (Birmingham, n. 1946 - † 2019)
- Norman Reynolds, scenografo e regista britannico (Londra, n. 1934 - Cheltenham, † 2023)

## Schermidori(2)
- Norman Ackermann, schermidore tedesco (Oldenburg, n. 1983)
- Norman Cohn-Armitage, schermidore statunitense (Albany, n. 1907 - New York, † 1972)

## Sciatori alpini(1)
- Norman Bergamelli, ex sciatore alpino italiano (Alzano Lombardo, n. 1971)

## Scrittori(8)
- Norman Cantor, scrittore e medievista canadese (Winnipeg, n. 1929 - Miami, † 2004)
- Colin Dexter, scrittore britannico (Stamford, n. 1930 - Oxford, † 2017)
- Norman Lewis, scrittore britannico (Forty Hill, n. 1908 - Saffron Walden, † 2003)
- Norman Maclean, scrittore statunitense (Clarinda, n. 1902 - Chicago, † 1990)
- Norman Mailer, scrittore statunitense (Long Branch, n. 1923 - New York, † 2007)
- Norman Manea, scrittore rumeno (Suceava, n. 1936)
- Norman Rosten, scrittore statunitense (Fallsburg, n. 1913 - † 1995)
- Norman Rush, scrittore statunitense (San Francisco, n. 1933)

## Scrittori di fantascienza(1)
- Norman Spinrad, autore di fantascienza statunitense (New York, n. 1940)

## Stilisti(1)
- Norman Hartnell, stilista inglese (Londra, n. 1901 - Windsor, † 1979)

## Storici(1)
- Norman Finkelstein, storico, politologo e attivista statunitense (New York, n. 1953)

## Tennisti(2)
- Norman Brookes, tennista australiano (Melbourne, n. 1877 - Melbourne, † 1968)
- Norman Holmes, ex tennista statunitense (Melbourne, n. 1949)

## Velisti(1)
- Norman Bingley, velista britannico (n. 1863 - † 1940)

## Vescovi cattolici(1)
- Norman Francis McFarland, vescovo cattolico statunitense (Martinez, n. 1922 - Orange, † 2010)

## Wrestler(1)
- Norman Smiley, ex wrestler britannico (Northampton, Inghilterra, n. 1965)

## Zoologi(1)
- Norman Boyd Kinnear, zoologo britannico (Edimburgo, n. 1882 - Londra, † 1957)

## Senza attività specificata(1)
- Norman Dawn, effettista e regista cinematografico statunitense (Argentina, n. 1884 - Santa Monica, † 1975)